# 国际战略研究所
国际战略研究所（英語：International Institute for Strategic Studies，缩写：IISS），英国智库，重点研究国际关系和國防議題，為重要的国际安全研究机构。每年舉辦「香格里拉對話」(Shangri-La Dialogue)，邀請各國軍政要人會談。研究所搜集和提供各國軍事資料，例如Military Balance Plus和China Connects資料庫和「緬甸衝突地圖」。另有出版雙月期刊「求存：全球政治和戰略」(Survival: Global Politics and Strategy)等刊物。
2017年，全球智庫指數（Global Go To Think Tank Index）將「香格里拉對話」選為全球最佳智庫會議。
2016 年，《衛報》報道稱，國際戰略研究所（IISS）因洩露的文件顯示其秘密從巴林王室獲得 2500萬英鎊的資金而被指控危害其獨立性。研究所對洩漏文件的真實性沒有提出異議，也沒有否認從巴林獲得資金，但發表聲明指出，「所有IISS 的合約協議，包括與東道國政府的合約協議，都包含一項條款，強調該研究所完全獨立運作，不參與任何形式的宣傳。」